# Protea namaquana
Protea namaquana är en tvåhjärtbladig växtart som beskrevs av J.P. Rourke. Protea namaquana ingår i släktet Protea och familjen Proteaceae. Inga underarter finns listade i Catalogue of Life.